# Třebechovická tabule
Třebechovická tabule je geomorfologický podcelek v jižní části Orlické tabule, ležící v okresech Náchod, Hradec Králové a Rychnov nad Kněžnou v Královéhradeckém kraji a v okresech Pardubice a Ústí nad Orlicí v Pardubickém kraji.

## Poloha a sídla

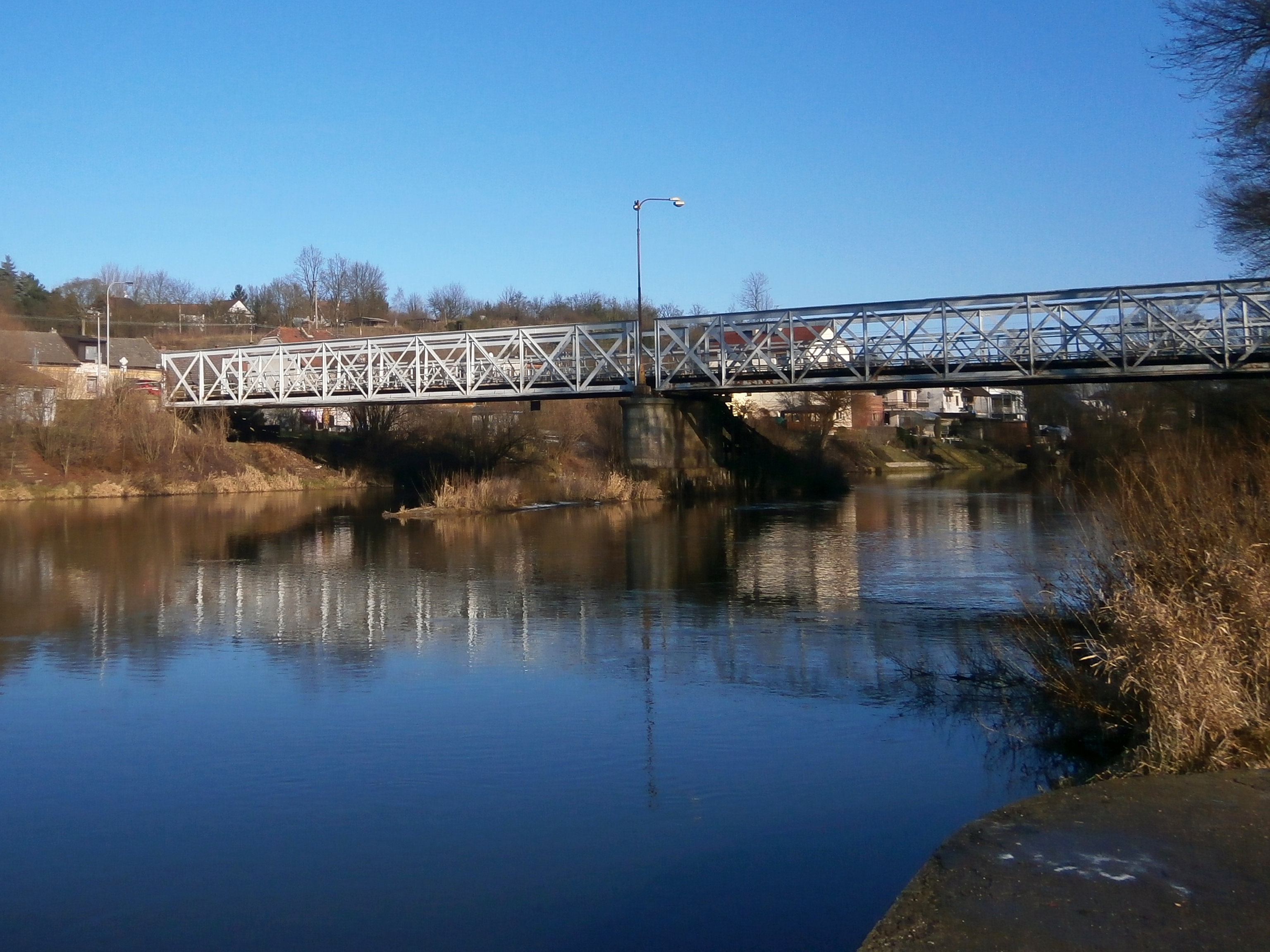
Orlice mezi Svinarami a Svinárkami

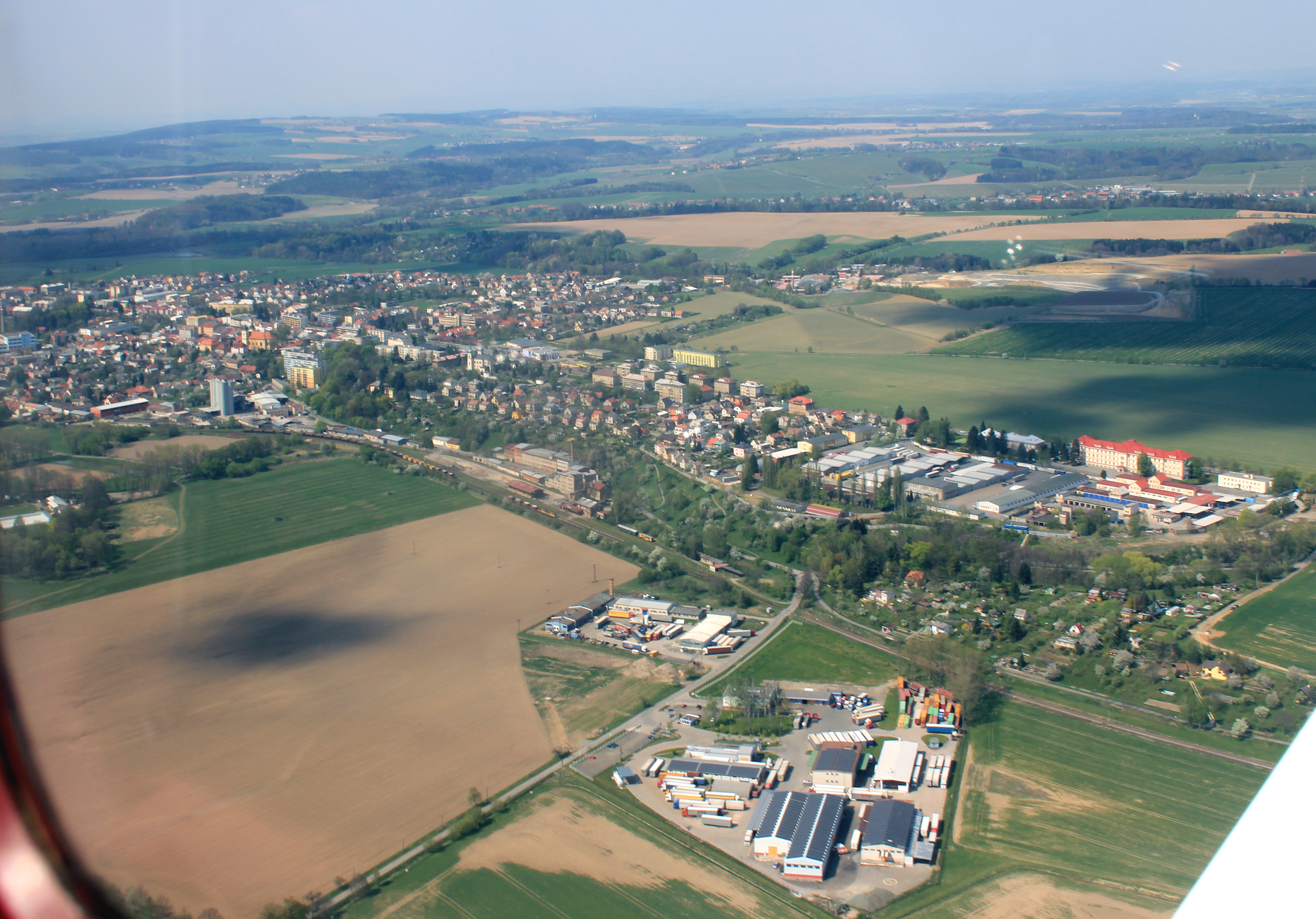
Letecký pohled na město Kostelec nad Orlicí, v dáli Opočenský hřbet

Území podcelku se rozkládá zhruba mezi sídly Předměřice nad Labem (na severozápadě), Nové Město nad Metují (na severu), Kvasiny (na východě), Vysoké Mýto (na jihu), Holice (na jihozápadě) a Opatovice nad Labem (na západě). Zcela nebo částečně uvnitř podcelku leží krajské město Hradec Králové, okresní město Rychnov nad Kněžnou, titulní město Třebechovice pod Orebem a další města Choceň, Dobruška, Týniště nad Orlicí, Kostelec nad Orlicí a Vamberk.

## Geomorfologické členění
Podcelek Třebechovická tabule (dle značení Jaromíra Demka VIC–2B) geomorfologicky náleží do celku Orlická tabule. Dále se člení na osm okrsků: Opočenský hřbet (VIC–2B–1) uprostřed, Rychnovský úval (VIC–2B–2) na severovýchodě, Českomeziříčská kotlina (VIC–2B–3) na severu, Černilovská tabule (VIC–2B–4) na severozápadě, Brodecká plošina (VIC–2B–5) na jihovýchodě, Vysokochvojenská plošina (VIC–2B–6) na jihozápadě, Bědovická plošina (VIC–2B–7) a Orlické nivy (VIC–2B–8) uprostřed.
Alternativní členění Balatky a Kalvody uvádí pět okrsků: Opočenský hřbet, Rychnovský úval, Českomeziříčská kotlina, Černilovská tabule a Choceňská plošina.
Tabule sousedí s druhým podcelkem Orlické tabule, Úpsko-metujskou tabulí na severu, a s celky Východolabská tabule na západě a jihozápadě, Svitavská pahorkatina na jihu a Podorlická pahorkatina na východě.
Kompletní geomorfologické členění celé Orlické tabule uvádí následující tabulka:
| Geomorfologické členění Orlické tabule                                 | Geomorfologické členění Orlické tabule | Geomorfologické členění Orlické tabule | Geomorfologické členění Orlické tabule | Geomorfologické členění Orlické tabule | Geomorfologické členění Orlické tabule |
| ---------------------------------------------------------------------- | -------------------------------------- | -------------------------------------- | -------------------------------------- | -------------------------------------- | -------------------------------------- |
| ČESKÁ VYSOČINA • Česká tabule • Východočeská tabule                    |                                        |                                        |                                        |                                        |                                        |
| ÚPSKO-METUJSKÁ TABULE                                                  | Českoskalická plošina                  |                                        |                                        |                                        |                                        |
| ÚPSKO-METUJSKÁ TABULE                                                  | Úpská niva                             |                                        |                                        |                                        |                                        |
| ÚPSKO-METUJSKÁ TABULE                                                  | Rychnovecká tabule                     |                                        |                                        |                                        |                                        |
| ÚPSKO-METUJSKÁ TABULE                                                  | Novoměstská tabule                     |                                        |                                        |                                        |                                        |
| ÚPSKO-METUJSKÁ TABULE                                                  | Metujská niva                          |                                        |                                        |                                        |                                        |
| ÚPSKO-METUJSKÁ TABULE                                                  | Bohuslavická tabule                    |                                        |                                        |                                        |                                        |
| TŘEBECHOVICKÁ TABULE                                                   | Opočenský hřbet                        | U rozhledny (454 m)                    |                                        |                                        |                                        |
| TŘEBECHOVICKÁ TABULE                                                   | Rychnovský úval                        |                                        |                                        |                                        |                                        |
| TŘEBECHOVICKÁ TABULE                                                   | Českomeziříčská kotlina                |                                        |                                        |                                        |                                        |
| TŘEBECHOVICKÁ TABULE                                                   | Černilovská tabule                     |                                        |                                        |                                        |                                        |
| TŘEBECHOVICKÁ TABULE                                                   | Brodecká plošina                       |                                        |                                        |                                        |                                        |
| TŘEBECHOVICKÁ TABULE                                                   | Vysokochvojenská plošina               |                                        |                                        |                                        |                                        |
| TŘEBECHOVICKÁ TABULE                                                   | Bědovická plošina                      |                                        |                                        |                                        |                                        |
| TŘEBECHOVICKÁ TABULE                                                   | Orlické nivy                           |                                        |                                        |                                        |                                        |
| PROVINCIE • Subprovincie • Oblast / Celek / PODCELEK • Okrsek • Vrchol |                                        |                                        |                                        |                                        |                                        |

## Významné vrcholy

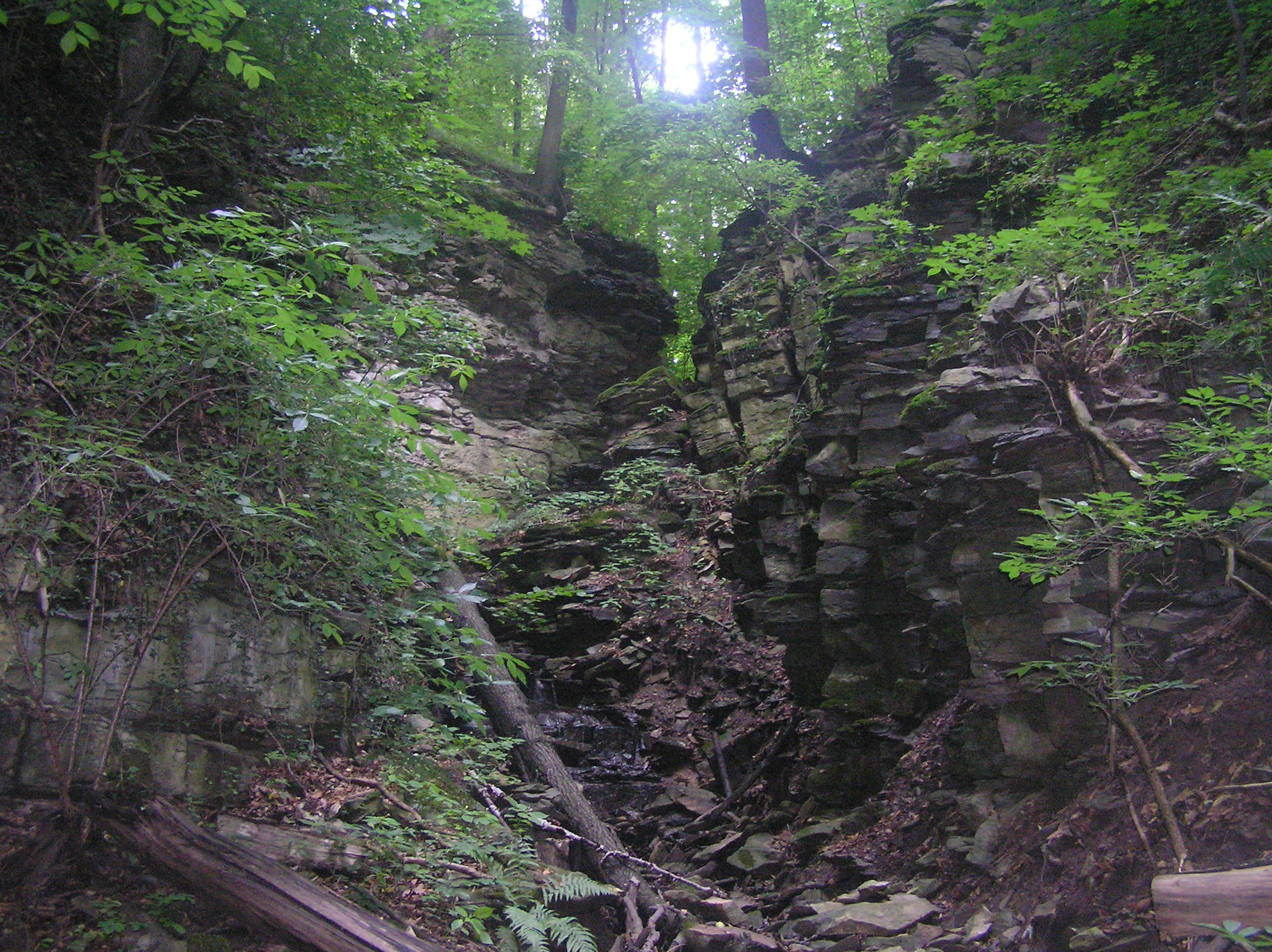
Přírodní rezervace Hemže-Mýtkov

Nejvyšším bodem Třebechovické tabule, potažmo celé Orlické tabule, je U rozhledny (454 m n. m.).
V tabulce jsou uvedeny vrcholy s výškou nad 300 m n. m.
| název vrcholu | výška (m n. m.) | podřazená jednotka       |
| ------------- | --------------- | ------------------------ |
| U rozhledny   | 454             | Opočenský hřbet          |
| Osičina       | 416             | Opočenský hřbet          |
| Dubinka       | 362             | Rychnovský úval          |
| Chlum         | 359             | Rychnovský úval          |
| Chlum         | 354             | Brodecká plošina         |
| Čertův dub    | 352             | Vysokochvojenská plošina |
| Červená vrata | 347             | Rychnovský úval          |
| Chlum         | 343             | Opočenský hřbet          |
| Na Hradcích   | 335             | Vysokochvojenská plošina |
| Vysoký Újezd  | 321             | Černilovská tabule       |
| Lohová        | 311             | Černilovská tabule       |
| Turek         | 309             | Černilovská tabule       |